# Paddel (slagredskap)
För andra betydelser, se Paddel (olika betydelser).

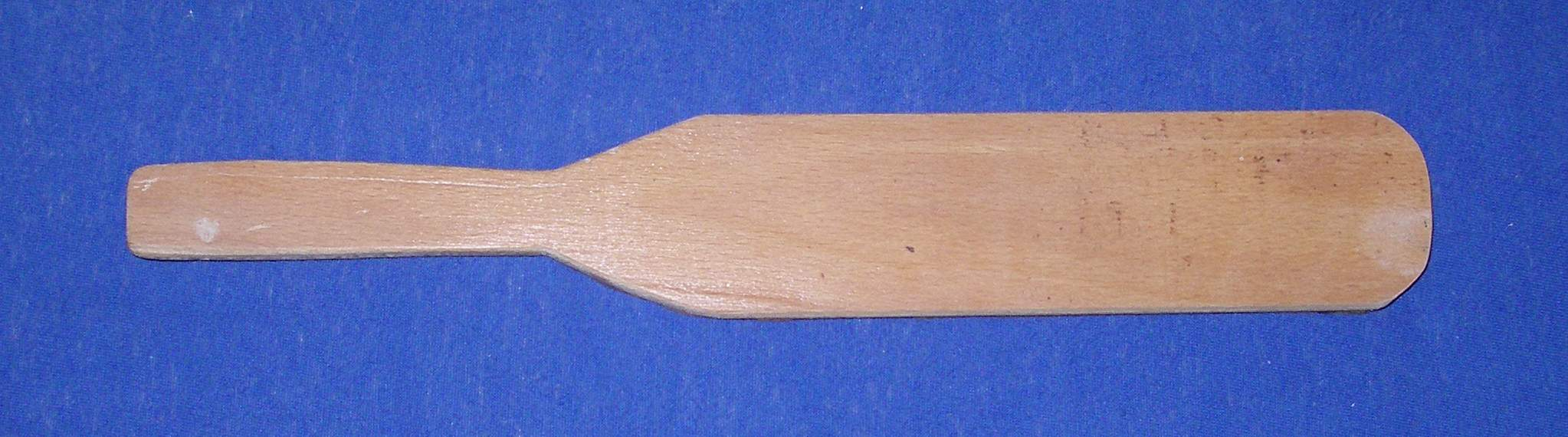
En paddel för prygling eller smiskande.

Paddel är en form av slagträ, historiskt använt för prygling. Det nyttjas även inom BDSM och andra rollspel, där man leker med dominans och våld under samtycke. En sådan paddel har en plan yta för att användas vid erotiskt smiskande på exempelvis en rumpa.

## Användning

### Kroppsstraff
Skolaga är fortfarande (2022) tillåten inom skolväsendet i 19 av USA:s delstater – många i den amerikanska södern – detta trots många års kamp från människorättsaktivister att helt avskaffa praktiken. Psykologer menar att kroppsaga i skolan gör eleverna mer och inte mindre aggressiva. Inom det amerikanska skolväsendet utförs skolaga med hjälp av en träpaddel.
I många andra länder är både skolaga och övrig kroppsaga sedan ett antal decennier tillbaka avskaffat i lag. I Sverige avskaffades skolaga 1958 och barnaga 1979.

### BDSM
Paddel är ett av de verktyg som kan användas vid erotiskt smiskande under sexuella lekar, med eller utan koppling till BDSM. Sådana paddlar kan vara tillverkade av kolfiber, silikon, konstläder eller trä. Vissa paddlar har även metallinslag. Mjukare material rekommenderas för nybörjare, med tanke på skaderisken vid användande av våld.